# Mike Clark (gitarist)
Mike Clark (Los Angeles, 28 oktober 1964) is een Amerikaanse heavy metal- en punkrockgitarist. Hij is vooral bekend als de ritmegitarist van Suicidal Tendencies, een band waarmee hij speelde van 1987 tot 2012 en was naast Mike Muir het enige lid dat terugkeerde naar de band toen deze herenigd werd. Hij speelde oorspronkelijk in de thrashmetal band No Mercy, waarvan Muir ook de zanger was. Tijdens de onderbreking van Suicidal Tendencies was hij lid van de thrashband Creeper.

## Biografie
Gedurende zijn tijd bij Suicidal Tendencies was Clark erg actief in het schrijven van nummers en schreef hij veel van de muziek voor zijn eerste album How Will I Laugh Tomorrow When I Can't Even Smile Today. Zijn vroege composities waren voornamelijk thrash-georiënteerd, maar hielden vast aan het reeds melodieuze geluid van de band. Hij bleef muziek schrijven voor de band die veel verschillende stijlen omvatte, het best geïllustreerd door The Art of Rebellion. Zoals Clark in een interview beweerde: 
Dit is absoluut ons meest diverse album tot nu toe, maar het was niet echt zo gepland, het is gewoon de manier waarop we muzikaal zijn gegroeid.
Clark heeft goedkeuringsovereenkomsten gehad met B.C. Rijke, Jackson- en Yamaha-gitaren. Hij speelde vroeger op een op maat gemaakte BC Rich Gunslinger-gitaar met een doodshoofd met de klassieke Suicidal flip-dop erop geschilderd. Sinds het midden van de jaren 1990 bespeelt hij alleen Fernandes-gitaren, die hij blijft onderschrijven. Het vroege handelsmerk van Clark was zijn rechte lange haar en de "Suicidal" flip-cap. Sindsdien heeft hij zijn haar geknipt en is hij een blauwe bandana gaan dragen.
Op 31 mei 2012 liep Clark een hoofdletsel op tijdens een pre-show incident in Santa Cruz (Californië), resulterend in een hersenschudding, waarvoor ook negen nietjes nodig waren voor een snee in zijn hoofd. Dit bracht Clark ertoe om Suicidal Tendencies te verlaten. Hij speelde echter ritmegitaar op vier nummers van het album 13 van de band uit 2013 (Shake It Out, God Only Knows Who I Am, Who's Afraid? en Cyco Style), waar hij wordt gecrediteerd als een extra muzikant. Op 6 juni 2012 werd een videoclip van Phenagen uitgebracht, een van de bands van Clark. Clark en zijn vrouw Shannon hebben een dochter genaamd Christina, die te zien was aan het einde van de live video voor War Inside My Head.

## Discografie

### met No Mercy
- 1987: Widespread Bloodshed Love Runs Red
- 2008: OG No Mercy

### met Suicidal Tendencies
- 1988: How Will I Laugh Tomorrow When I Can't Even Smile Today
- 1989: Controlled by Hatred/Feel Like Shit...Déjà Vu
- 1990: Lights...Camera...Revolution!
- 1992: The Art of Rebellion
- 1993: Still Cyco After All These Years
- 1994: Suicidal for Life
- 1997: Prime Cuts
- 1998: Six the Hard Way EP
- 1999: Freedumb
- 2000: Free Your Soul and Save My Mind
- 2008: Year of the Cycos
- 2010: No Mercy Fool!/The Suicidal Family
- 2013: 13

### met Great Gods of Greed
- 2012: Great Gods of Greed

### Compilaties
- 1997: Friends & Family, Vol. 1